# Saint-Julien-des-Landes
Saint-Julien-des-Landes är en kommun i departementet Vendée i regionen Pays de la Loire i västra Frankrike. Kommunen ligger i kantonen La Mothe-Achard som tillhör arrondissementet Les Sables-d'Olonne. År 2022 hade Saint-Julien-des-Landes 2 018 invånare.

## Befolkningsutveckling
Antalet invånare i kommunen Saint-Julien-des-Landes
| Referens: INSEE |